# Yoqneam
Yoqneam (em hebraico:  יָקְנְעָם) é uma pequena cidade israelita a sudeste de Haifa. Antes de 2006 era nomeada de Yoqneam Illit (יָקְנְעָם עִלִּית). Localiza-se numa região montanhosa da Baixa Galileia, norte de Israel, tem 18.600 habitantes. 

## Geminações
Yoqneam possui as seguintes cidades-gémeas:
- Montauban, França
- St. Louis, Missouri, EUA
- Atlanta, Georgia, EUA
- Požega, Croácia
- La Garenne-Colombes, França
- Mianyang, Sichuan Province, China
- Lugo, Itália
- San Pedro de Atacama, El Loa, região de Antofagasta,Chile
- Wiehl, Alemanha